# PGC 6716
LEDA/PGC 6716, auch UGC 1287, ist eine Balken-Spiralgalaxie vom Hubble-Typ SBm im Sternbild Widder auf der Ekliptik. Sie ist schätzungsweise 137 Millionen Lichtjahre von der Milchstraße entfernt und hat einen Durchmesser von etwa 50.000 Lichtjahren. Vom Sonnensystem aus entfernt sich das Objekt mit einer errechneten Radialgeschwindigkeit von näherungsweise 3.000 Kilometern pro Sekunde.
Sie ist Teil der zehn Mitglieder zählenden Lyons Groups of Galaxies LGG 34 um NGC 669.
Im selben Himmelsareal befinden sich unter anderem die Galaxien NGC 678, NGC 695, NGC 697, PGC 1669040.